# タラン
タランは、アニメ「宇宙戦艦ヤマトシリーズ」の登場人物。ガミラスの将軍。声優は矢田耕司（『宇宙戦艦ヤマト』第11話のみ青野武、『宇宙戦艦ヤマト劇場版』のみ木村幌）、『宇宙戦艦ヤマト2199』では兄と弟、ふたりのタラン将軍がおり、兄のヴェルテが青山穣、弟のガデルが中村浩太郎。

## キャラクター設定

### 役柄
第1作『宇宙戦艦ヤマト』において、ガミラス軍総司令部の将軍として初登場。『宇宙戦艦ヤマト2』以降の作品ではデスラーの副官を務めており、デスラーの側近中の側近で、デスラーが全幅の信頼を寄せる忠臣である。
『宇宙戦艦ヤマト 完結編』を除くデスラーの登場アニメ作品すべてに登場している。第1作直系のオリジナルシリーズにおいては、複数作品に登場している数少ない異星人キャラクターであり、特に第1作が初出のキャラクターではデスラーとスターシャ以外で唯一となっている。
第1作において松本零士が書いた企画書に記載されている当初の役柄は、マゼラン星雲内防衛指揮官で、部下として「マゼラン星雲内外郭防衛司令 ドギツマス」「太陽系サンザー防衛司令 ワーワ」「ガミラス星本土防衛司令 ドダイ」が存在しているというものだった。性格については、「ヤマトなど百隻でも来い」と豪語するほどの自信家である一方で、妻を同伴させており、その尻に敷かれているというキャラ付けがされていた。この設定がいつまで存在していたかは不明だが、本編では、大小マゼラン星雲内でのエピソードがほぼ省略されてしまい、タランもセリフ付きでの出番はわずか2話で、「その他大勢の軍人の一人」の立場で終わった。第1作では端役となってしまったが、その後『さらば宇宙戦艦ヤマト 愛の戦士たち』においてデスラーとともにたった2人生き残ったガミラス人として再登場し、『ヤマト2』からは明確に副官という立場になり、準レギュラーキャラクターとしての立ち位置を固める。

### キャラクターデザイン
タランというキャラクターは、同一人物で2種類のデザインが存在している。これは、『さらば』のリブート作品である『ヤマト2』製作時に、同作総作画監督の小泉謙三によって白色彗星帝国のキャラクターの設定画が全て描き直され、その際にタランも一緒にデザインが改められたためである。しかし、彗星帝国キャラとは異なり、タランは第1作の時点で登場したキャラクターのため、矛盾が生じる結果となった。
第1作第11話での初登場時に、当該話の作画監督である芦田豊雄によってデザインされた。松本のラフ稿になかった口ひげが加えられ、小さめの垂れ目に変更されている。続編である『さらば』では、総作画監督の湖川友謙により第1作の設定を踏襲したデザインがなされて、細身で学者的な容姿をしている。小泉謙三が新たにデザインを起こした『ヤマト2』では筋肉質な体格で軍人的な容姿に変更され、以後のシリーズ作品でもこのデザインが基本とされた。軍服のデザインも、第1作では緑地に黒の6対点線および肩部に3対点線、『さらば』では緑地に白の6対点線および肩部に3対点線、『ヤマト2』以降は緑地に白の6対点線で肩部の点線無し、と変遷を重ねている。
デザインの変更については、当時マニアの間で「『さらば』以前の人物は文化系の兄で、『ヤマト2』以降の人物は体育会系の弟ではないか」と想像された。『宇宙戦艦ヤマト2199』では、変更前後のキャラの両方が兄弟として登場しており、マニアの想像が公式化した形となっている。

## 劇中での登場
宇宙戦艦ヤマト
第11・12・21話に登場。初登場時は副総統のヒスとは反対側のデスラーのすぐ隣に控えており、大マゼラン星雲防衛総司令官として、イスカンダルへ向かうヤマトに対してデスラー機雷による防衛線を構築し、航海を妨害する。作戦前に「総統の名を頂いたデスラー機雷」などといった説明をしているのはタランだが、デスラー機雷を突破された後に、デスラーが「あの機雷は何という名だったかね？」と皮肉交じりの質問をした相手はタランではなくヒスであり、当のタランは作戦開始以降ほとんど映らなくなっている。
ドメルがバラン星基地を失った責任を問われた軍法会議では、陪審員の1人として彼を詰問している。
さらば宇宙戦艦ヤマト 愛の戦士たち
デスラーと共に生き残ったガミラス人としてヤマトと戦うが、デスラー艦内の誘爆に巻き込まれて死亡する。
宇宙戦艦ヤマト2
第3話から登場。白色彗星帝国へデスラーと共に亡命していた。小マゼラン方面軍の残存艦隊を再編し、デスラーの副官としてヤマトへの復讐戦の立案策定を担当する。
デスラーがサーベラーの陰謀によって投獄された際には、戦闘機を駆って彼の救出を成功させている。ヤマトとの白兵戦では、アンドロイド兵を遠隔操作していた『さらば』と異なりガミラス人の部下達を率いて陣頭指揮を取っているほか、航行不能となったデスラー艦からの退艦や三段空母への旗艦移行をデスラーに促している。この時、当初は「危険なので脱出」と言っていたが、敗北を認めるも同然の表現だったためデスラーのプライドを逆撫でしかけ、即座に「勝利はしたが自艦も被害を受けたので旗艦を移し替える」という表現に直している。
宇宙戦艦ヤマト 新たなる旅立ち
デスラー戦闘空母へデスラーと共に乗艦し、暗黒星団帝国と戦う彼を補佐する。
宇宙戦艦ヤマトIII
第16話から登場。ガルマン・ガミラス帝国に所属しているという設定ではあるが、役職に就いている様子は描かれていない。ガイデルらのように銀河系攻略の戦いには参戦しておらず、劇中ではデスラー個人の副官として行動している。軍服も彼だけはガルマン・ガミラスの軍服ではなく襟章の無い旧ガミラスデザインのものを着用しているため、階級は不明である。軍服は形状こそガミラス時代のものだが、色はガルマン・ガミラス軍服と同じになっており、上着はガミラス時代よりも濃い濃緑色（東映動画系アニメカラー「X30」）で、ズボンは黒から上着と同じ濃緑、ブーツは緑から黒へ変わっている。
過去作の映像流用カットを除くと、デスラーがガルマン･ガミラス建国の経緯を説明する回想シーンでようやく初登場している。その直後のガルマン・ガミラス建国1周年記念式典のシーンでは、デスラー艦内では常にデスラーの副官として側に就いている。初登場が中盤まで遅れたのは、参謀総長の立場にキーリングを据えたため、タランの存在を忘れてしまっていたからとされている。
最終話ではデスラーがハイバーデスラー砲の準備を命令する際に「何年私の副官をやっている」と察しの悪さを叱責されるが、先に敵のブラックホール砲への対処をしなくてはならないと反論している。
小学館のムック本に掲載された西﨑義展自身が執筆した小説によれば「大マゼラン星雲防衛総司令官でありながらヤマトのガミラス本星への進入を許してしまったため、デスラーからの副総統就任要請を固辞し続けている」とのこと。

## PSゲームシリーズ
PS版『さらば宇宙戦艦ヤマト 愛の戦士たち』、PS2版『宇宙戦艦ヤマト イスカンダルへの追憶』『宇宙戦艦ヤマト 暗黒星団帝国の逆襲』に登場。
デザインは他のキャラクターと同じく増永計介が担当している。PS版『さらば』は、ストーリーが『さらば』と『ヤマト2』に分岐するが、タランはデスラーとのバランスを考慮して『ヤマト2』に準拠したデザインとなっている。
劇中での活躍はアニメに準拠しており、『さらば』ルートでは戦死し、『ヤマト2』ルートでは生き延びてデスラーとともに旅立つ。続編の『イスカンダルへの追憶』では、ステージ06「タランの戦い」において、別働艦隊を率い、暗黒星団帝国の大艦隊から超質量物質捕獲艦を守り抜くエピソードが追加された。『暗黒星団帝国の逆襲』では回想ステージ「デスラー」に登場する。
『さらば』以前のデザインも、PSシリーズ第1作の『宇宙戦艦ヤマト 遥かなる星イスカンダル』において、ドメルの裁判シーンの陪審員としてリデザインされている。

## リメイクアニメシリーズ
『宇宙戦艦ヤマト』のリメイク作品である『宇宙戦艦ヤマト2199』では、華奢な身体で細い眉や細い口髭を持つ兄「ヴェルテ・タラン」と、筋肉質な身体で太い眉や太い口髭を持つ弟「ガデル・タラン」の兄弟として登場する。両者とも容貌に大きな変更はないが、ヴェルテの髭は真ん中で繋がっておらず、ガデルは眉が若干太くなっている。制服の対点線は、ヴェルテが黒、ガデルが白となっている。また、ガデルの軍服の方が若干色が濃い。
デスラーに付き従う役割は、『2199』ではヴェルテ、『2202』以降ではガデルが担っている。

### ヴェルテ・タラン
軍需国防相。年齢は地球年齢に換算して42歳相当。リデザイン担当は結城信輝。
軍需生産面を統括する軍需省の長官と、国防総省のトップを兼任する。優秀なテクノクラートで、デスラーからの信任も厚い、思慮深い文官肌の人物。帝国内の良心的人物の1人で、武力による拡大政策には懐疑的。
航宙艦隊総司令官のガル・ディッツとは知己にして盟友の間柄。ドメルとも親しく、ファーストネームの「エルク」で呼んでいるほか、第21話での七色星団海戦に際してドメルからの頼みで最高機密の試作兵器である物質転送機を与えた時には、「君のわがままには慣れている」と笑っており、付き合いの深さを表す描写がある。一方で、国民的人気を得ているドメルの存在を気に入らない者によって彼が政争に巻き込まれることを心配し、第12話ではディッツとともにドメルに警告したが、「政治には興味ない」と返されたために呆れ顔を浮かべている。

#### 劇中での登場（ヴェルテ・タラン）
第8話から登場。デスラーの命令により、兵器開発局でゲシュ=ダールバム（通称：デスラー砲）の開発に取り組んでおり、グリーゼ581のフレアを薙ぎ払ったヤマトの波動砲について、試作中のそれと似ていることを指摘する。
第22話・第23話では、デスラーの命令で空間機動要塞都市「第二バレラス」におり、その最終調整に務めている。ヤマトがサレザー恒星系に侵入した際には、デスラーの命令でヤマトに向けてデスラー砲を発射する。ヤマトの総統府突入後には総統府から脱出したデスラーに第二バレラスの制御を奪われ、一部区画が分離されて帝都バレラスへ落下していったことに驚愕し、彼が第二バレラスへ到着した後にはそのことについての真意を聞く。落下区画がヤマトの波動砲で破壊され、デスラーがデスラー砲でバレラスを破壊しようとした際には、撃とうとしている相手が彼の庇護するべき民であることを主張して止めるよう必死に訴えたが、説得はできなかった。
第二バレラスが爆発した際に死亡したと思われたが、その直前に乗艦「デウスーラII世」をゲシュタムジャンプ（ワープ）させ、間一髪生き延びていた。ガミラス本星戦での一件があってもなおデスラーに付き従い、第25話での亜空間回廊内において、ヤマトに接舷したデウスーラII世から機械化兵を遠隔操作で指揮して白兵戦を挑む。コンピュータウイルスによって機械化兵が無効化されたことで白兵戦を断念した後には、デスラー砲でヤマトを仕留めようとするデスラーに亜空間回廊内での発射の危険性を必死に訴えるが、またしても説得することはできなかった。その後、デスラー砲発射直前にヤマトの三式融合弾の攻撃を受けて艦橋が爆発した際には、床でうつ伏せに倒れている。
『2202』では、第15話での回想シーンでモブキャラクターの1人として登場する。

### ガデル・タラン
大本営参謀次長。階級は中将。年齢は地球年齢に換算して40歳相当（『2199』時）。
大本営参謀本部において、作戦の立案に努める。昔ながらの軍人気質で、忠義に厚い人物である。ヴェルテに対する呼称は「兄さん」である。
兄と同じく帝国内では穏健派に属しており、親衛隊の傍若無人な行動は不快に感じている。
『2199』においては、主要キャラクターのヴェルテと異なり、ガデルはサブキャラクターである。テレビシリーズのシナリオ決定稿上には一切登場しておらず、本編でのガデルのセリフも、元々のシナリオではそのほとんどが他のキャラクターに割り当てられていたものである。キャラクターデザインも、メインキャラクターを担当する結城信輝によるものではなく、『2199』総監督である出渕裕が原案を描き、ゲストキャラクター担当の山岡信一がクリンナップしたものとなっている。

#### 劇中での登場（ガデル・タラン）
宇宙戦艦ヤマト2199
第8話から登場。第15話では、惑星オルタリア反乱時における親衛隊の殲滅行為に対し、「やりすぎだ」と真っ向から批判している。第19話ではドメルが釈放された後、バラン星の崩壊の影響で基幹艦隊がヤマトに追いつけないことをドメルに説明している。第23話でのヤマトのガミラス星突入時には総統府にて迎撃に当たるが、デスラーに見捨てられて取り残された後、第二バレラスの区画の一部が彼の手によってバレラスへ落下してきていることを知り、驚愕する。デスラー政権の終焉後は、第25話でガミラス本星に帰還したディッツを出迎えており、彼の召喚命令を無視してガミラスから離反した艦隊がいることに懸念を抱いている。
上記の通りサブキャラクターであるため、ヴェルテに比べると劇中での出番は少ない。兄と直接会話するシーンがあるのは第8話のみである。
『宇宙戦艦ヤマト2199 星巡る方舟』では、当初ガミラス星のシーンが序盤にあり、そこでヒスらとともに登場する予定だったが、尺や制作期間の都合で没となった（宇宙戦艦ヤマト2199 星巡る方舟#没シーンも参照）。豊田巧の小説版では、当該シーンが削除されずに描かれている。
宇宙戦艦ヤマト2202 愛の戦士たち
第11話から登場。前作のラストから一転してデスラー体制派となっているが、そうなった経緯については劇中はおろかシナリオ集掲載の脚本やプロットでも触れられていない。これについては『2205』公式サイトのキャラクター紹介ページにて補完されており、デスラーが「ガミラス星の寿命問題」を孤独に抱えていた真相を知ったことにより、ガトランティス戦役時に合流したと説明された。秘密を知った経緯は不明。
ガミラスの旧体制派の艦艇約30隻を率い、デスラーの乗艦する「ノイ・デウスーラ」に合流する。第15話ではテレザリアムに降りたデスラーに替わって艦隊を指揮し、ヤマトと交戦した。第22話では、デスラーから「身内のことに手出し無用」と言われていたが、彼の身を案じ、救助部隊を差し向ける旨を伝える途中で通信を切られた。
宇宙戦艦ヤマト2205 新たなる旅立ち
本作でも引き続きデスラーを支えつつ、デウスーラIII世の艦長代理として第1話から登場。デスラーの不在時も艦隊の指揮をとっている。
ガミラス星がデザリアムの襲撃で崩壊しかけている中、危険を省みずにどこで生きているか分からない臣民を救おうと艦を地表へ下ろそうとしたデスラーを制止するなど、忠義の厚さは本作でも健在である。

## その他
ひおあきらによる漫画版『宇宙戦艦ヤマト』では、デスラーの副官的人物は「シャベラスタ」という人物であり、ヒス副総統とゲル将軍（アニメ版のゲールに相当）の反乱では居並ぶ高級将校の中で唯一、デスラー（影武者であったが）暗殺の罪を詰問している。最終的にはデスラーと共に本土決戦に敗れたガミラスを脱出し、旗艦に乗艦してヤマトとの最終決戦へ臨んでいる。
このシャベラスタという人物は、元々は松本零士の企画書において、「宣伝相シャベラスタ」として書かれている人物であり、タランとは別人である。この企画書におけるシャベラスタは、組織図ではデスラーの直属となっており、人物解説では「PRの天才」「デスラーの偉大性とガミラスの無敗をガミラス星人に吹き込んでいる」とされる女性キャラクターと説明されている。
「シャベラスタ」は『宇宙戦艦ヤマト2199』の企画書にも、ミーゼラ・セレステラの姓として暫定的に用いられている。実際、『2199』第14話のセレステラとその部下ミレーネル・リンケによる精神攻撃エピソードは、第1作のプロット段階にあった「シャベラスタの部下の女兵士イローゼがヤマトに精神攻撃を仕掛ける」というエピソードを、『2199』総監督の出渕裕の希望によりリファインしたものである。